# Gran Caucas

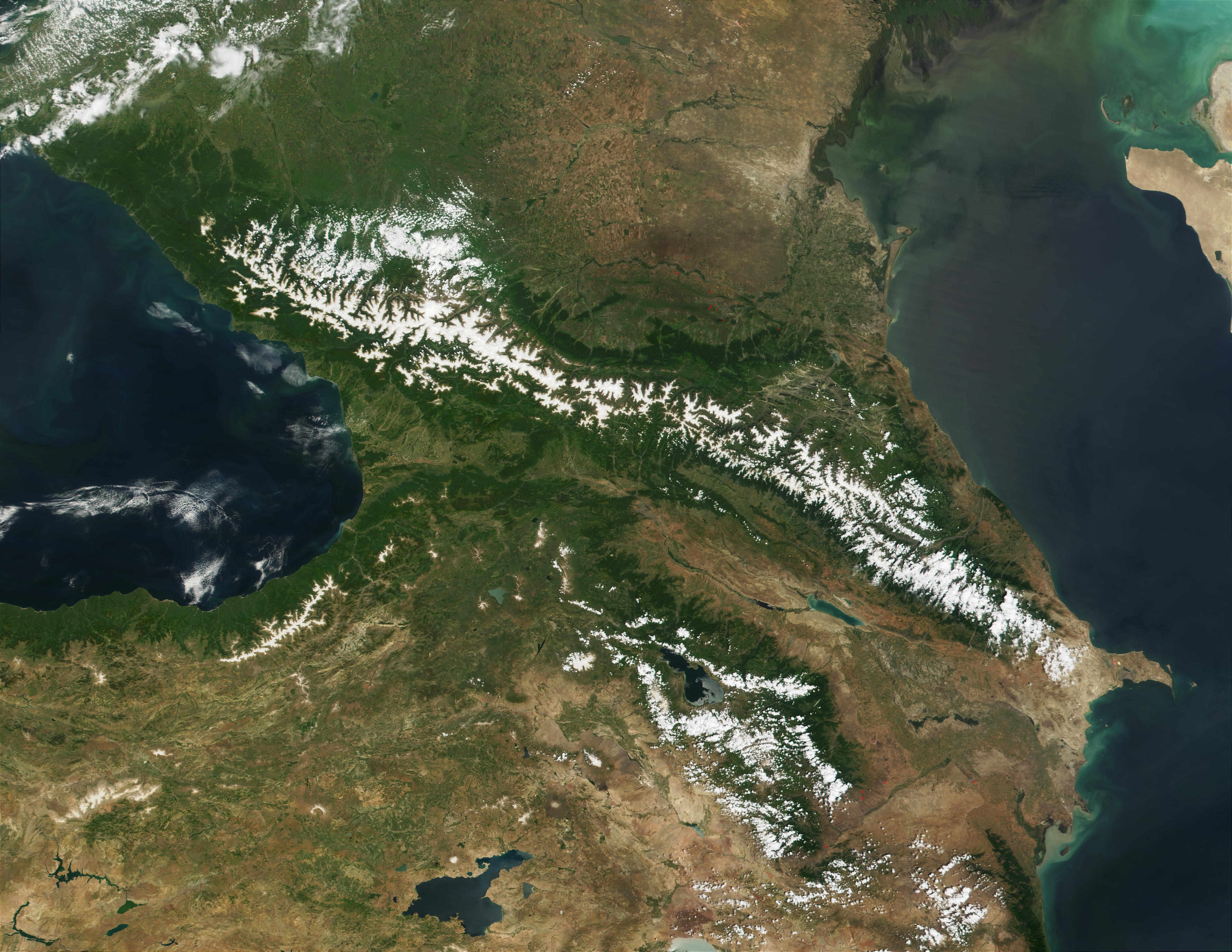
Foto de satèl·lit del Caucas

El Gran Caucas (rus: Большо́й Кавка́з, Bolxoi Kavkaz; georgià: დიდი კავკასიონი, Didi Kavkasioni; txetxè: Йоккха Кавказ, Iokkha Kavkaz; àzeri: 'Böyük Qafqaz Dağları') és la serralada més gran de les muntanyes del Caucas. La seva cresta forma la frontera de Rússia amb Geòrgia i l'Azerbaidjan.
S'estén en direcció est-sud-est cap a l'oest-nord-oest al llarg de més de 1.100 km, entre la península d'Abşeron a la mar Càspia i la península de Taman a la mar Negra; des del Caucas occidental -declarat patrimoni de la Humanitat de la UNESCO- entorn de Sotxi (costat nord-oest de la mar Negra), fins a les rodalies de Bakú (a la mar Càspia).
El Gran Caucas es divideix tradicionalment en tres parts:
- Caucas occidental, des de la mar Negra fins a l'Elbrús.
- Caucas central, des de l'Elbrús fins al Kazbek.
- Caucas oriental, des del Kazbek fins a la mar Càspia.

A la part oest, el clima és plujós i la serralada és molt boscosa. En canvi, la part est és seca i pelada.
La Frontera entre Rússia i Geòrgia i entre Rússia i l'Azerbaidjan discorre en gran part pel Gran Caucas. La carretera militar georgiana (pel Congost de Darial), la carretera militar osseta (pel coll de Mamisson) i l'autopista transcaucàsica (pel túnel de Roki) creuen la serralada per diversos passos i continuen sent les vies de transport principals entre Rússia (el Caucas Nord) i els països del Caucas Sud, cosa que té un paper cabdal en el desenvolupament de les relacions transcaucàsiques.

## Cims
- Elbrús, 5642 m, 43° 21′ 18″ N, 42° 26′ 21″ E / 43.35500°N,42.43917°E és la muntanya més alta d'Europa.
- Dikh-Tau, 5205 m, 43° 3′ N, 43° 8′ E / 43.050°N,43.133°E
- Kóixtan-Tau, 5151 m, 43° 03′ 00″ N, 43° 12′ 43″ E / 43.05000°N,43.21194°E
- Xota Rustaveli, 4859 m, 43° 03′ N, 42° 59′ E / 43.05°N,42.99°E
- Xkhara, 5201 m, 43° 01′ N, 43° 10′ E / 43.01°N,43.17°E
- Kazbek, 5047 m, 42° 45′ N, 44° 33′ E / 42.75°N,44.55°E
- Tebulosmta, 4493 m, 42° 38′ N, 45° 19′ E / 42.64°N,45.32°E
- Diklosmta, 4285 m, 42° 33′ N, 45° 48′ E / 42.55°N,45.80°E
- Bazardüzü, 4466 m, 41° 16′ N, 47° 47′ E / 41.27°N,47.79°E
- Babadağ, 3629 m, 41° 03′ N, 48° 17′ E / 41.05°N,48.29°E

## Passos
- Congost de Darial
- Pas de Klukhor (2786 m, 43° 16′ N, 41° 48′ E / 43.26°N,41.80°E)
- Pas de Mamisson (2820 m,42° 43′ N, 43° 48′ E / 42.72°N,43.80°E)
- Pas d'Ivris Ugheltekhili (2379 m,42° 34′ N, 44° 27′ E / 42.56°N,44.45°E)
- Pas de Dübrar (2209 m,40° 58′ N, 48° 38′ E / 40.96°N,48.63°E)